# Lutfi
Lutfi (ur. 1366 lub 1367, zm. 1465) – uzbecki poeta.
Tworzył liryki miłosne, głównie mistrzowskie gazele w języku starouzbeckim, a także poezji w języku perskim. W swojej twórczości czerpał z ustnej poezji ludowej. Wywarł wpływ na rozwój uzbeckiej literatury do końca XIX w. Polskie tłumaczenie jego utworów ukazało się w 1989 w antologii Poezja uzbecka.